# Собчак, Стефан
Сте́фан Со́бчак (пол. Stefan Sobczak; 15 января 1913, Метелин, Люблинское воеводство — 1989) — польский военачальник, в 1955—1956 годах командующий пограничными войсками Польши.

## Биография
Стефан Собчак родился 1 января 1915 года (по другим данным 15 января 1913 года) в Метелине, около Грубешова в семье Гжегожа и Теклы Собчук.
В июне 1941 года призван в Красную Армию. В 1943 году переведен в созданную в СССР польскую армию. Служил в ней на должностях: лектор в 1. танковом полку (август-октябрь 1943 года), заместитель командира 3. танкового полка (октябрь-декабрь 1943), заместитель командира 2. танковой бригады (декабрь 1943-март 1944), начальник оперативной группы (март-июль 1944).
В июле 1944 года переведен в аппарат общественной безопасности. Начальник следственного отдела RBP (июль 1944 — февраль 1945), начальник специального отдела МОБ (февраль 1945 — июнь 1946), инспектор (июнь 1946 — февраль 1947) и заместитель директора первого Департамента (февраль 1947-апрель 1949).
С 30 августа по 28 декабря 1944 года комендант Люблина. Подозревается институтом национальной памяти в участие в борьбе против польского антисоветского подполья.
1 апреля 1949 года назначен заместителем командующего пограничными войсками по вопросам разведки, а со 2 августа 1955 года (по другим данным 25 июня) назначен командующим пограничными войсками Польши. На этой должности числился до 15 июня 1956, хотя с 10 ноября 1955 по 16 ноября 1956 года проходил обучение в институте войск МВД в Москве.
Продолжал службу на различных постах во внутренних войсках, в том числе с 11 февраля 1957 по 3 сентября 1958 начальник инспекторского отдела командования внутренних войск, с 3 сентября 1958 по 15 января 1963 начальник организационно-войскового отдела ВВ.
С 20 февраля 1963 по 31 января 1968 года заместитель директора бюро «C» в структуре внутренних войск.
В 1968 году уволен из армии на волне антисемитских чисток. Дальнейшая судьба не известна.

## Награды
- Орден «Крест Грюнвальда» III степени
- Офицерский крест Ордена Возрождения Польши
- Кавалерский крест Ордена Возрождения Польши
- Золотой Крест Заслуги
- Серебряный Крест Заслуги
- Медаль «За Варшаву 1939—1945»
- Серебряная Медаль «Вооружённые силы на службе Родине»
- Бронзовая Медаль «Вооружённые силы на службе Родине»